# Lonking
Lonking Holdings Limited (HKEX: 3339) er en kinesisk producent af entreprenørmaskiner samt gaffeltrucks og diverse maskindele. De har hovedkvarter i Longyan, Fujian.
Virksomheden blev etableret i 1993 og børsnoteret i 2005.